# 대경중학교 (경기)

## 학교 연혁
- 1998년 3월 1일 : 대경중학교 18학급 설립인가
- 2005년 3월 1일 : 대경중학교 개교(3학급)
- 2005년 3월 1일 : 초대 남충현 교장 취임
- 2008년 2월 14일 : 제1회 졸업식(198명 졸업)
- 2023년 1월 9일 : 제18회 졸업식 (114명, 총 2,908명)
- 2025년 3월 1일 : 제7대 임래하 교장 취임
- 2025년 3월 4일 : 제19회 입학식

## 참고 자료
- 대경중학교 - 한국교육학술정보원 학교알리미